# Franz Fux (Politiker)
Franz Fux (* 19. September 1927 in Gföhleramt; † 28. Februar 2009) war ein österreichischer Politiker (SPÖ), Landwirt und Autor zahlreicher Bücher. Er war von 1967 bis 1970 Abgeordneter zum Nationalrat.

## Leben
Fux besuchte vier Klassen einer Volksschule und vier Klassen der Hauptschule in Gföhl. Nach dem Zweiten Weltkrieg absolvierte er von 1947 bis 1949 eine landwirtschaftliche Berufsschule und war in der Folge als Landwirt tätig. 1954 übernahm er die elterliche Landwirtschaft, 1960 wurde er Geschäftsführer der Waldviertler Rinderzucht- und Absatzgenossenschaft in der Gemeinde Gföhl. Politisch engagierte sich Fux ab 1964 im Bezirksausschuss der SPÖ Krems, ein Jahr später wurde er Gemeinderat in Gföhleramt. Zudem engagierte er sich als Bezirkskammerrat und ab 1965 als Mitglied des Landesvorstandes des Österreichischen Arbeitsbauernbundes. Fux vertrat die SPÖ vom 18. Mai 1967 bis zum 31. März 1970 im Nationalrat.

## Werke
- 1967: 500 Jahre Gföhleramt. Geschichte und Entwicklung
- 1971: Im Dienste der Landwirtschaft
- 1972: Pioniere des ländlichen Fortschritts. 60 Jahre SPÖ Bauernorganisation (Arbeitsbauernbund)
- 1974: Am Anfang war der Vorst. 500 Jahre Meislingeramt (Senftenbergeramt, Reichaueramt, Meislingeramt)
- 1977: In Loco Lämbl Höhe. 200 Jahre Kirche am Berg, St. Leonhard
- 1979: Rosaliakapelle in Gföhler Pfarr. 300jähriges Bestandsjubiläum,
- 1980: Dorf im Widerstreit der Gewalten. 600 Jahre Eisengraben. 250 Jahre Ortskapelle. 400 Jahre Familie Simlinger
- 1983: Am Anfang war der „Vorst“. Die Waldämter der Gemeinde Senftenberg
- 1986: Priel, Dorf im Wandel der Zeit. Geschichte von Priel, Gemeinde Senftenberg
- 1988: Gföhl 1938. Ein Rückblick
- 1987: Agrarstrukturveränderung in NÖ am Beispiel Jaidhof – Gföhl.
- 1989: Unter Schleier und Krummstab. Geschichte von Imbach, Gemeinde Senftenberg
- 1990: Der Aufstieg einer Klasse. Geschichte der Arbeiterbewegung des Bezirkes Krems
- 1990: Land zwischen Kremsfluß und Donaustrom. Geschichte der Gemeinde Weinzierl am Wald
- 1991: Garmans pei Gföhl – 750 Jahre Dorfgemeinde Garmanns. Geschichte des Dorfes
- 1991: Schloß Harmannsdorf am Manhartsberg. Besitzer und Besitzgeschichte der „Vesten“ und Herrschaft
- 1993: Seeb. 800 Jahre Dorfgemeinde
- 1995: Senftenberg. Vom Herrensitz zum Gesundheitszentrum
- 1996: 900 Jahre Meisling. Urpfarre und Mutterkirche im Kremstal
- 1998: Kapellenbuch Eisenbergeramt
- 2005: Gföhl und Jaidhof 1945. Erzähltes und Erlebtes

## Auszeichnungen
- 1995: Ehrenring der Stadtgemeinde Gföhl (wegen seines Einsatzes zur Erhebung von Gföhl zur Stadt)
- 1997: Niederösterreichischen Kulturpreis
- 1998: Viktor-Adler-Plakette der SPÖ
- 1999: Berufstitel Professor (wegen der Verdienste als Heimatforscher)
- 2005: Würdigungspreis des Renner-Institutes NÖ. (Für sein Lebenswerk und als Verfasser von „Aufstieg einer Klasse – Geschichte der Arbeiterbewegung in Krems“)
- 2006: Österreichisches Ehrenkreuz für Wissenschaft und Kunst
- 2008: Ehrenbürger der Stadtgemeinde Gföhl

Seines Lebenswerkes wird in dem von ihm 1974 gegründeten „Bauernhofmuseum Gföhleramt“ gedacht.